# توم نولز
توم نولز (بالإنجليزية: Tom Knowles)‏ هو لاعب كرة قدم بريطاني في مركز الهجوم، ولد في 2000 في بري ‏ في المملكة المتحدة. لعب مع كامبريدج يونايتد.